# Askovs folkhögskola
Askovs folkhögskola är en folkhögskola i Askov på södra Jylland, grundad 1864 av Ludvig Schrøder, som en fortsättning på landets äldsta folkhögskola i Rødding, som måste upphöra sedan Slesvig blivit tyskt.
Skolan i Askov kom efterhand att lägga sin undervisning på ett högre plan än övriga folkhögskolor och ombildades 1878 till "udvided Højskole" med tvåårig kurs. Efterhand utvecklades den till ett danskt folkuniversitet, dock även fortsättningsvis led i grundtvigsk folkhögskoleanda. Från 1913 blev vinterkursen, som var avsedd för både manliga och kvinnliga elever treårig. En kvinnlig kurs hölls sommartid, därtill en kurs för blivande folkhögskolelärare. Undervisningen var främst historiskt och humanistiskt inriktad, men genom Schrøders medarbetare Poul la Cour fick den tidigt även en naturvetenskaplig och matematisk inriktning. Bland skolans framstående lärare märks bland andra Jacob Appel som från 1906 var skolans föreståndare, hans hustru Ingeborg Appel (född Schrøder) och filologen Marius Kristensen. Från 1928 delades ledningen för skolan mellan Appel och Jens Therkelsen Arnfred, den senare kom att leda skolan fram till 1953.